# 지붕 위의 남자 (영화)
"지붕 위의 남자"(지붕 위의 男子)는 1978년에 개봉한 대한민국의 영화이다.

## 캐스팅
- 김추련
- 김자옥
- 방희
- 이미지
- 윤일봉
- 서성진
- 박암
- 전숙
- 전영주
- 김기범
- 오희찬
- 김동근
- 한다영
- 김대현
- 김수천
- 최성관